# Icteridae
Los ictéridos (Icteridae) son una familia de aves paseriformes distribuidas por América.  Entre sus miembros se encuentran los turpiales o bolseros de América (Icterus), los caciques o conotos, los zanates y los tordos americanos, estos últimos no están relacionados con los tordos del Viejo Mundo (antiguo nombre para los zorzales, de la familia Turdidae). 
Son pájaros de pequeños a medianos con picos robustos y puntiagudos. En muchas de sus especies predomina, en los machos, el plumaje negro, frecuentemente en contraste con zonas amarillas, naranjas o rojas. Suelen presentar dimorfismo sexual, siendo las hembras de menor tamaño y de coloraciones más apagadas que los machos, predominando entre ellas los tonos pardos.

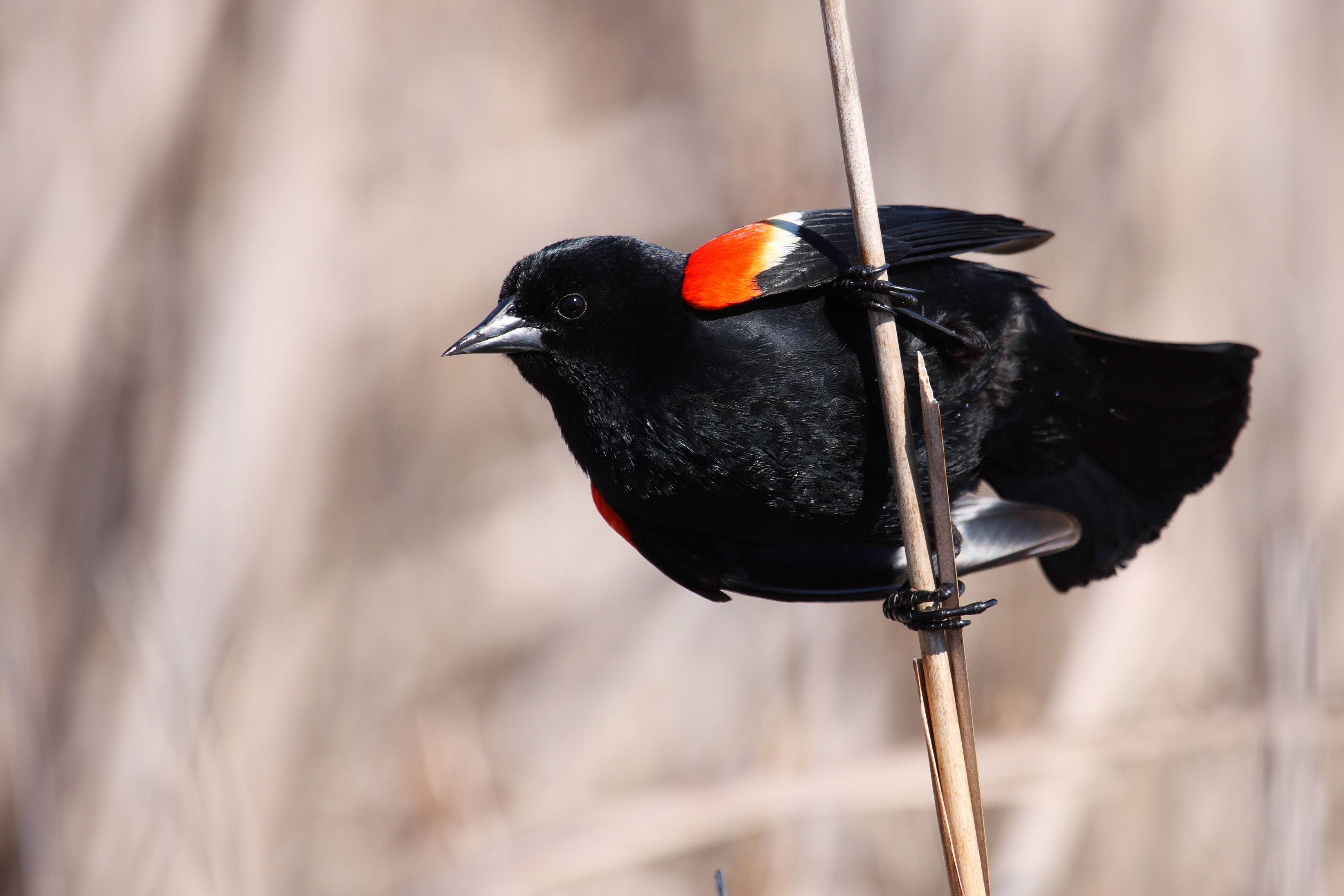
Agelaius phoeniceus macho.

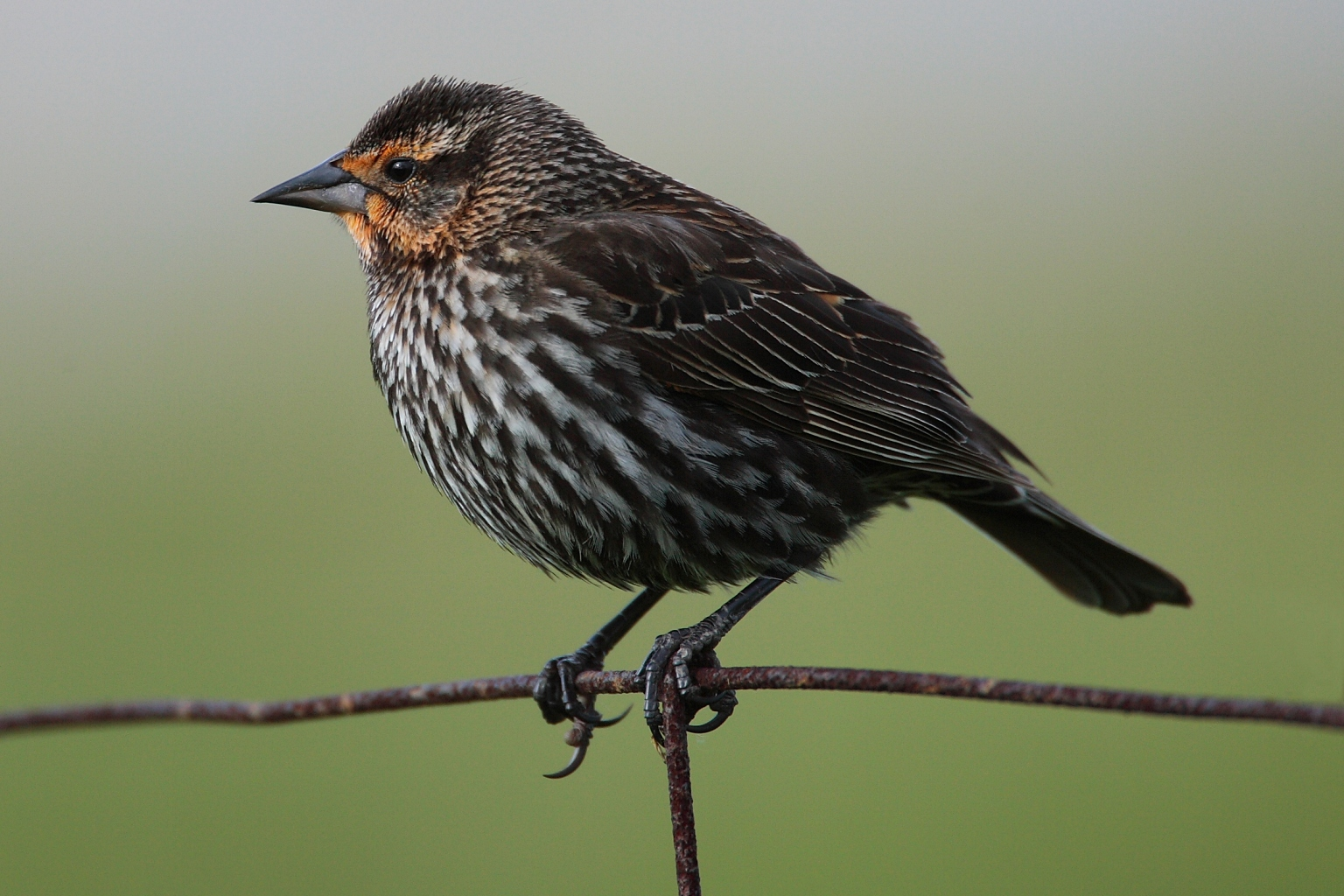
Agelaius phoeniceus hembra.

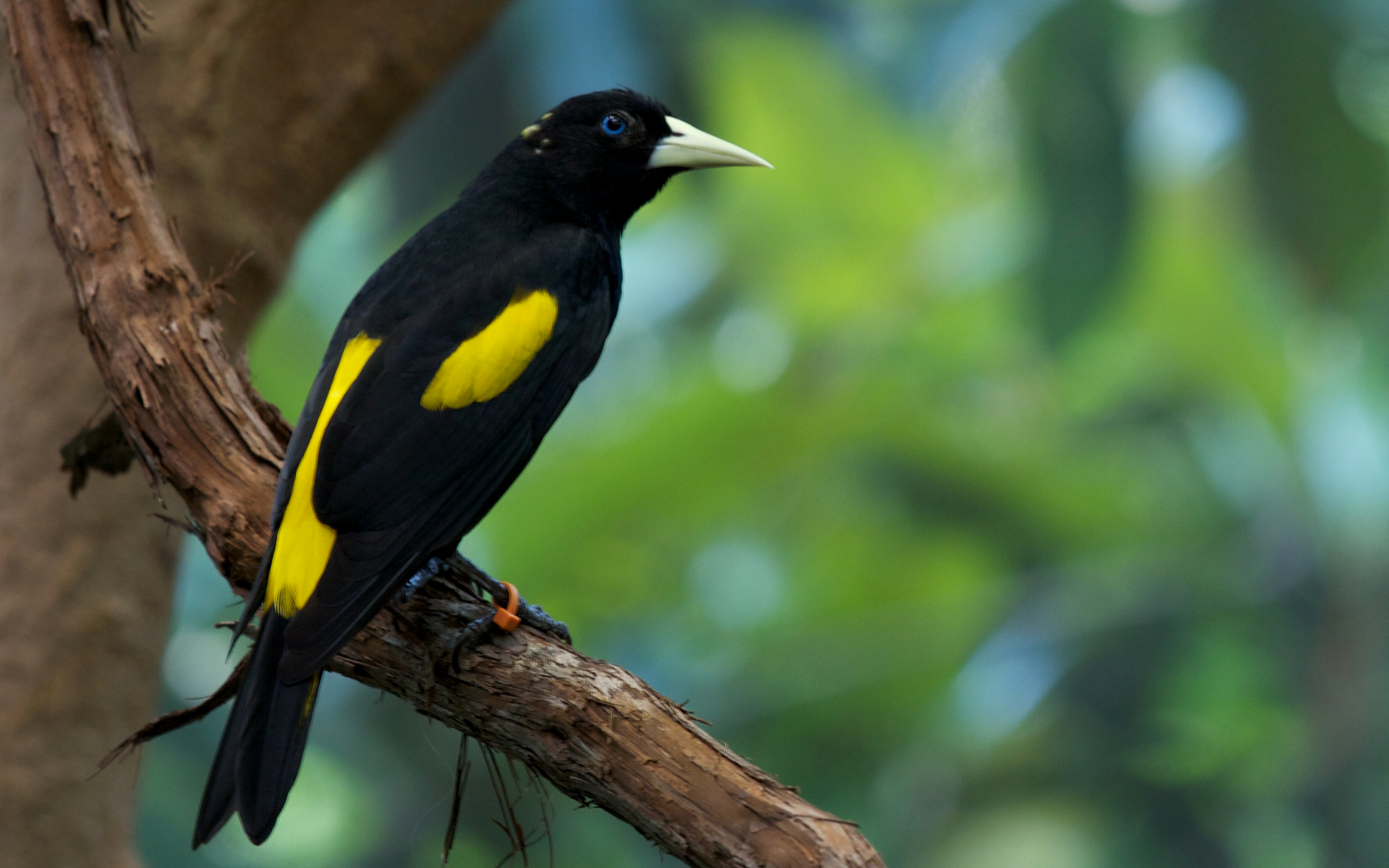
Cacicus cela.

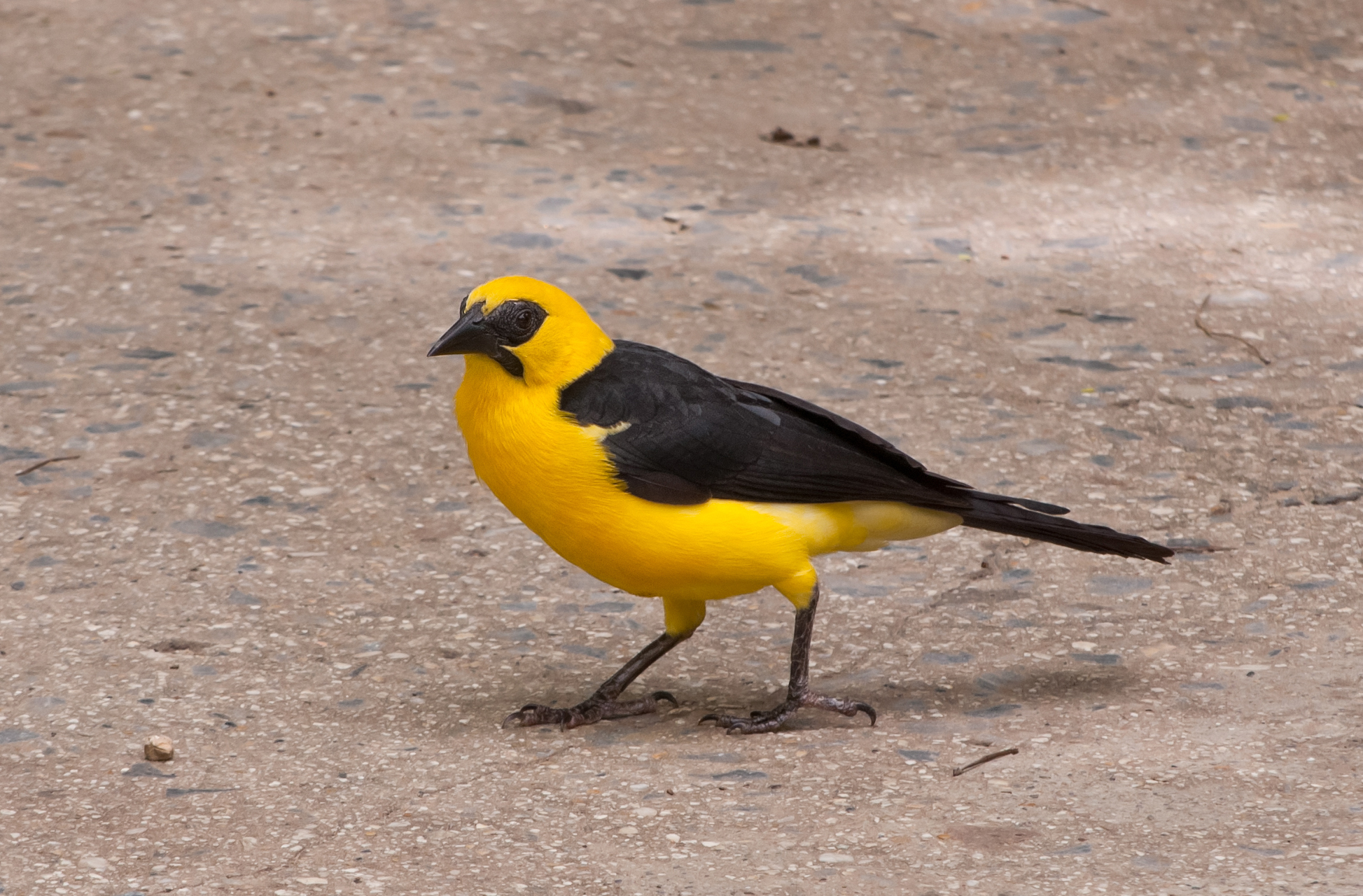
Gymnomystax mexicanus.

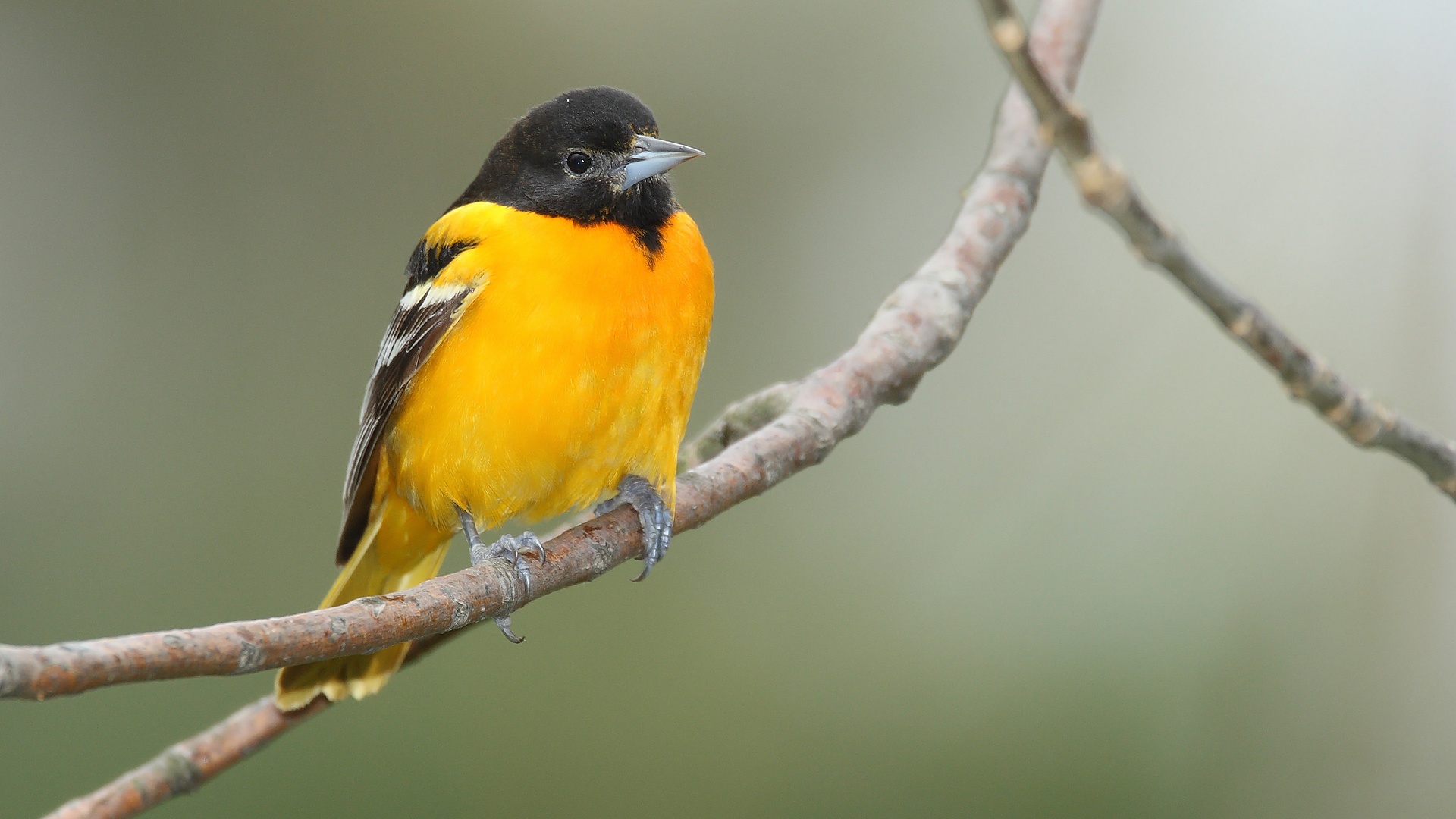
Icterus galbula.

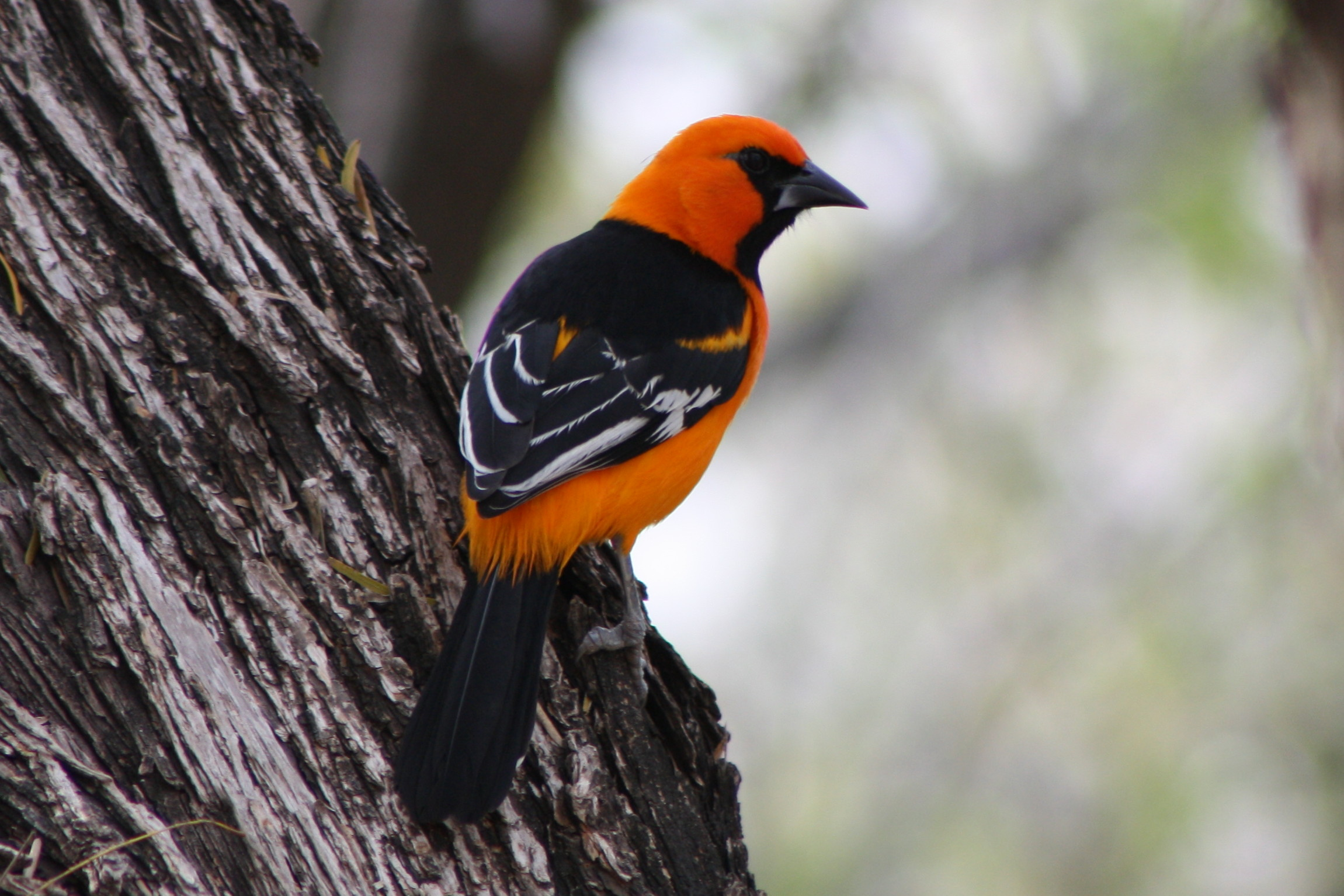
Icterus gularis.

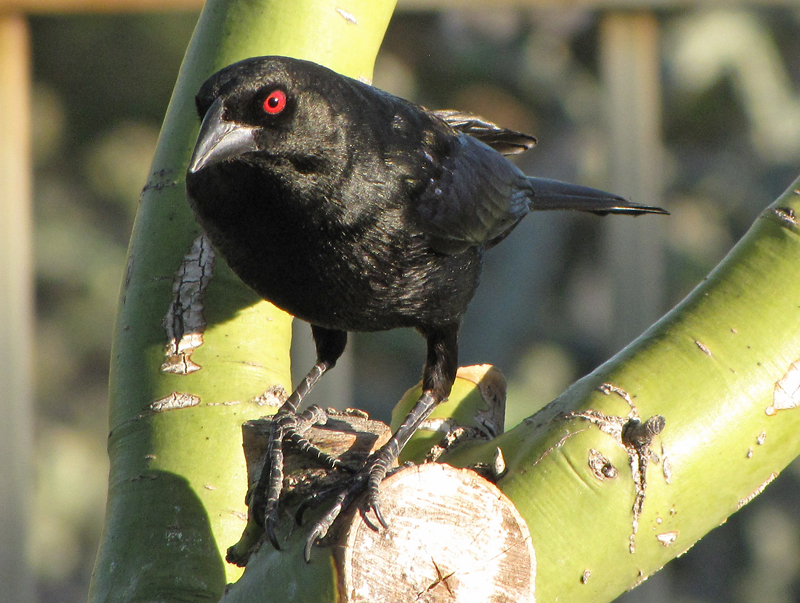
Molothrus aeneus.

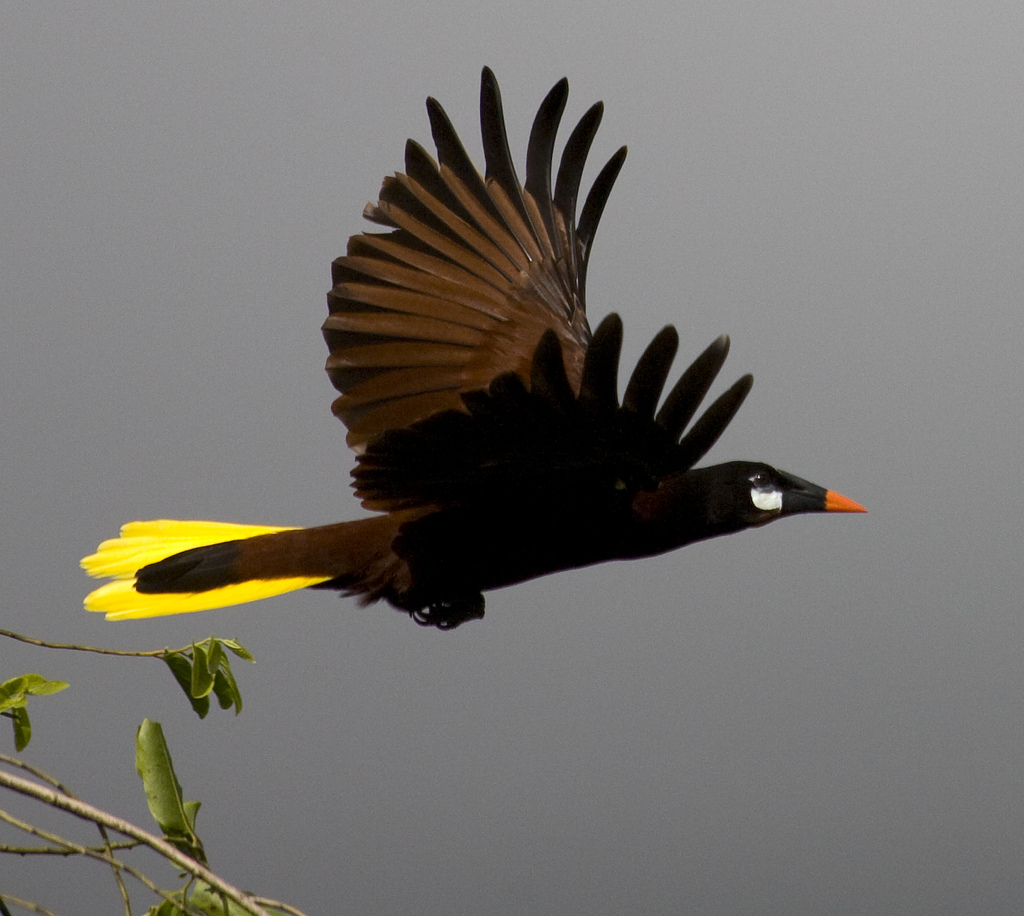
Psarocolius montezuma.

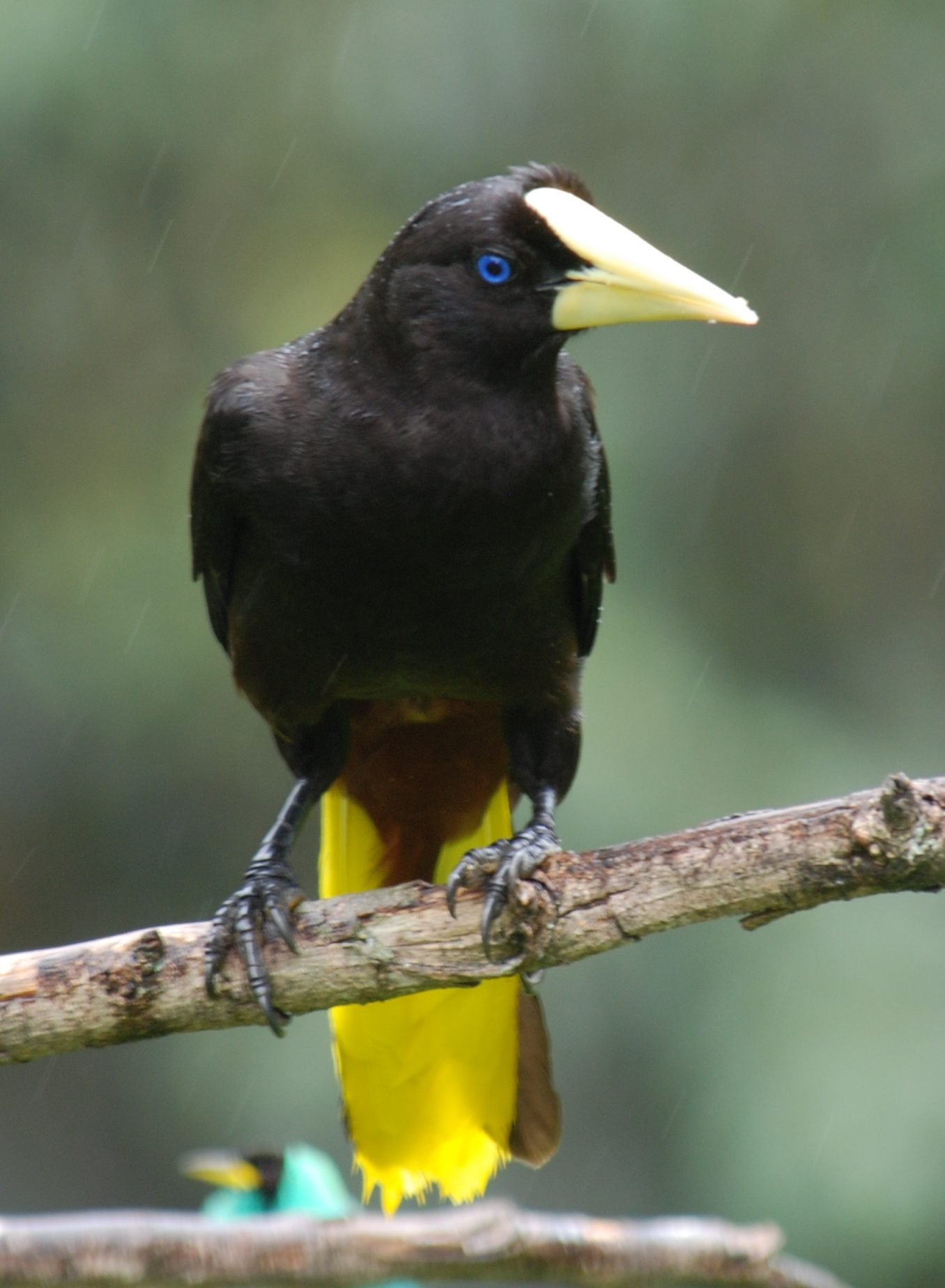
Psarocolius decumanus.

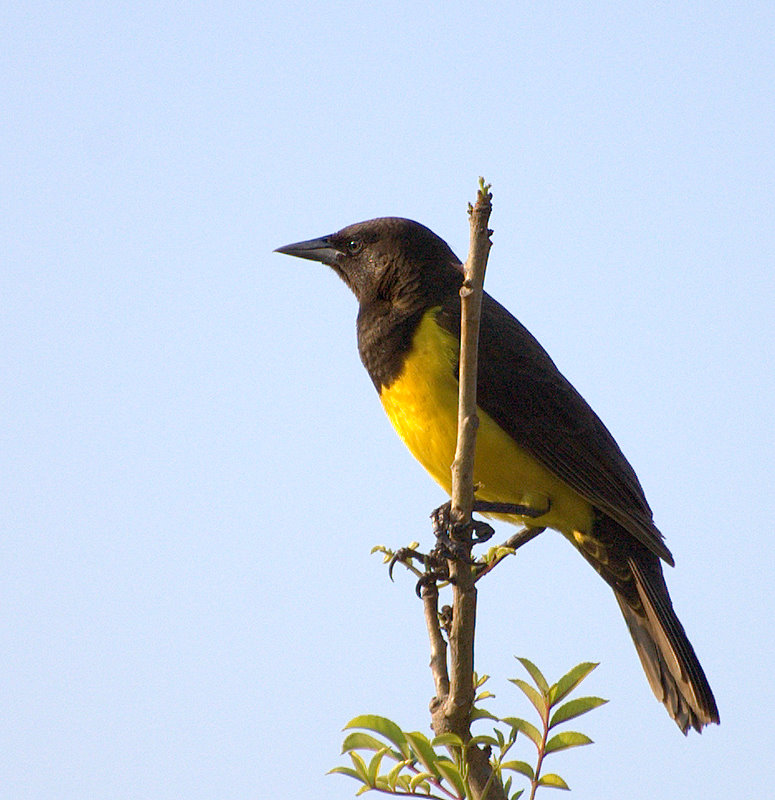
Pseudoleistes guirahuro.

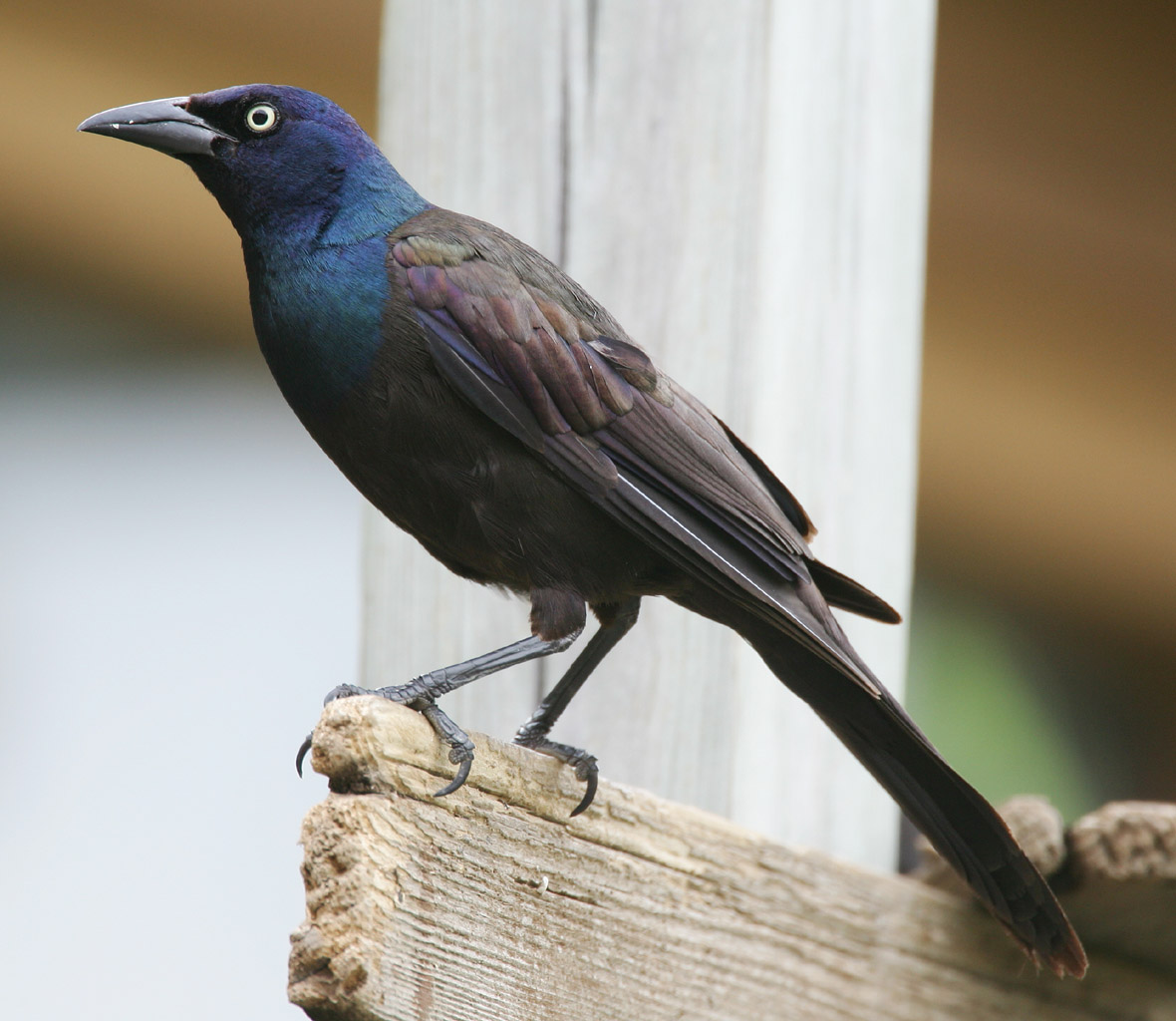
Quiscalus quiscula.

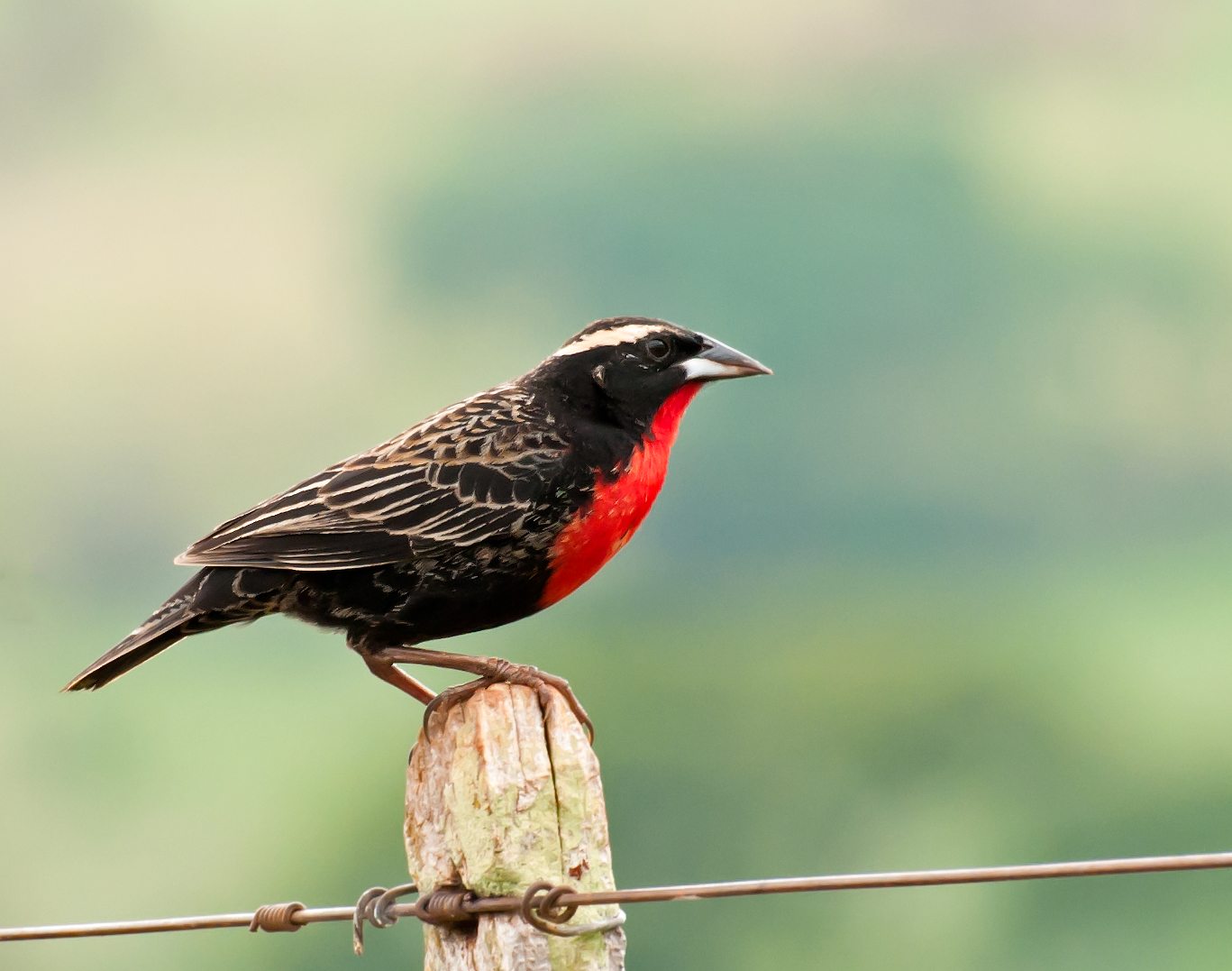
Leistes superciliaris.

## Especies
| Familia Icteridae - Género Agelaius - Sargento cubano (Agelaius assimilis); - Sargento humeral (Agelaius humeralis); - Sargento alirrojo (Agelaius phoeniceus); - Sargento tricolor (Agelaius tricolor); - Sargento puertorriqueño (Agelaius xanthomus); - Género Xanthopsar - Tordo amarillo (Xanthopsar flavus); - Género Chrysomus - Varillero capuchino (Chrysomus icterocephalus); - Varillero congo (Chrysomus ruficapillus); - Género Agelasticus - Varillero negro (Agelasticus cyanopus); - Varillero aliamarillo (Agelasticus thilius); - Varillero ojipálido (Agelasticus xanthophthalmus); - Género Amblycercus - Cacique piquiclaro (Amblycercus holosericeus); - Género Amblyramphus - Federal (Amblyramphus holosericeus); - Género Cacicus - Cacique lomimarillo (Cacicus cela); - Cacique montano sureño (Cacicus chrysonotus); - Cacique aliamarillo (Cacicus chrysopterus); - Cacique lomirrojo (Cacicus haemorrhous); - Cacique de Koepcke (Cacicus koepckeae); - Cacique lomiescarlata (Cacicus microrhynchus); - Cacique ecuatoriano (Cacicus sclateri); - Cacique solitario (Cacicus solitarius); - Cacique subtropical (Cacicus uropygialis); - Cacique de yelmo (Cacicus oseryi); - Género Cassiculus - Cacique mexicano (Cassiculus melanicterus); - Género Curaeus - Tordo patagón (Curaeus curaeus); - Género Anumara - Chango de Forbes (Anumara forbesi); - Género Ptiloxena - Totí (Ptiloxena atroviolacea); - Género Dives - Zanate cantor (Dives dives); - Zanate matorralero (Dives warszewiczi); - Género Dolichonyx - Tordo charlatán (Dolichonyx oryzivorus); - Género Euphagus - Zanate canadiense (Euphagus carolinus); - Zanate de Brewer (Euphagus cyanocephalus); - Género Gnorimopsar - Chopí (Gnorimopsar chopi); - Género Gymnomystax - Chango oriolino (Gymnomystax mexicanus); - Género Hypopyrrhus - Chango ventrirrojo (Hypopyrrhus pyrohypogaster); - Género Icterus - Turpial dorsinegro (Icterus abeillei); - Turpial yucateco (Icterus auratus); - Turpial coroninaranja (Icterus auricapillus); - Turpial de Martinica (Icterus bonana); - Turpial de Bullock (Icterus bullockii); - Turpial boyerito (Icterus cayanensis); - Turpial dorsidorado (Icterus chrysater); - Turpial moriche (Icterus chrysocephalus); - Turpial enmascarado (Icterus cucullatus); - Turpial de La Española (Icterus dominicensis); - Turpial de Baltimore (Icterus galbula); - Turpial de puntas blancas (Icterus graceannae); - Turpial de Audubon (Icterus graduacauda); - Turpial de Altamira (Icterus gularis); - Turpial venezolano (Icterus icterus); - Turpial de Santa Lucía (Icterus laudabilis); - Turpial jamaicano (Icterus leucopteryx); - Turpial alibarrado (Icterus maculialatus); - Turpial coliamarillo (Icterus mesomelas); - Turpial amarillo (Icterus nigrogularis); - Turpial de Montserrat (Icterus oberi); - Turpial de Scott (Icterus parisorum); - Turpial pechipinto (Icterus pectoralis); - Turpial cabecinegro (Icterus prosthemelas); - Turpial dorsilistado (Icterus pustulatus); - Turpial castaño (Icterus spurius); - Turpial culinegro (Icterus wagleri); - Género Lampropsar - Chango terciopelo (Lampropsar tanagrinus); - Género Macroagelaius - Chango de tepuy (Macroagelaius imthurni); - Chango colombiano (Macroagelaius subalaris); - Género Molothrus - Tordo ojirrojo (Molothrus aeneus); - Tordo cabecicastaño (Molothrus ater); - Tordo renegrido (Molothrus bonariensis); - Tordo gigante (Molothrus oryzivorus); - Tordo chillón (Molothrus rufoaxillaris); - Género Agelaioides - Tordo músico (Agelaioides badius); - Género Nesopsar - Zanate jamaicano (Nesopsar nigerrimus); - Género Ocyalus - Cacique colibandeado (Ocyalus latirostris); - Género Oreopsar - Tordo boliviano (Oreopsar bolivianus); - Género Psarocolius - Cacique dorsirrufo (Psarocolius angustifrons); - Cacique verdioscuro (Psarocolius atrovirens); - Cacique del Pará (Psarocolius bifasciatus); - Cacique de Cassin (Psarocolius cassini); - Cacique crestado (Psarocolius decumanus); - Cacique negro (Psarocolius guatimozinus); - Cacique de Moctezuma (Psarocolius montezuma); - Cacique verde (Psarocolius viridis); - Cacique cabecicastaño (Psarocolius wagleri); - Cacique amazónico (Psarocolius yuracares); - Género Pseudoleistes - Tordo güirahuró (Pseudoleistes guirahuro); - Tordo pechiamarillo (Pseudoleistes virescens); - Género Quiscalus - Zanate caribeño (Quiscalus lugubris); - Zanate marismeño (Quiscalus major); - Zanate mexicano (Quiscalus mexicanus); - Zanate nicaragüense (Quiscalus nicaraguensis); - Zanate antillano (Quiscalus niger); - Zanate del Lerma (Quiscalus palustris) (extinto); - Zanate común (Quiscalus quiscula); - Género Sturnella - Pradero oriental (Sturnella magna); - Pradero occidental (Sturnella neglecta); - Género Leistes - Loica peruana (Leistes bellicosa); - Loica pampeana (Leistes defilippii); - Loica común (Leistes loyca); - Loica pechirroja (Leistes militaris); - Pecho colorado (Leistes superciliaris); - Género Xanthocephalus - Tordo cabeciamarillo (Xanthocephalus xanthocephalus); |

## Características
La mayoría de los ictéridos habitan en los trópicos, aunque algunas especies viven en climas templados, como los sargentos y la loica. La mayor cantidad de especies reproductoras de la familia se encuentra en Colombia y el sur de México. Los ictéridos viven en una gran variedad de hábitats, como matorrales, pantanos, bosques y sabanas. Las especies de zonas templadas son migratorias y casi todas las que anidan en Estados Unidos y Canadá se desplazan hasta México y América Central.

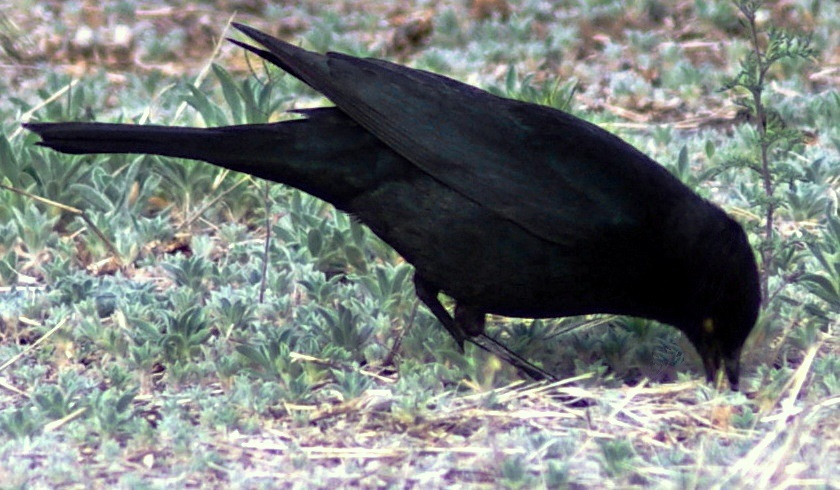
Los ictéridos pueden agrandar los huecos forzándolos con sus picos, como este macho de zanate de Brewer.

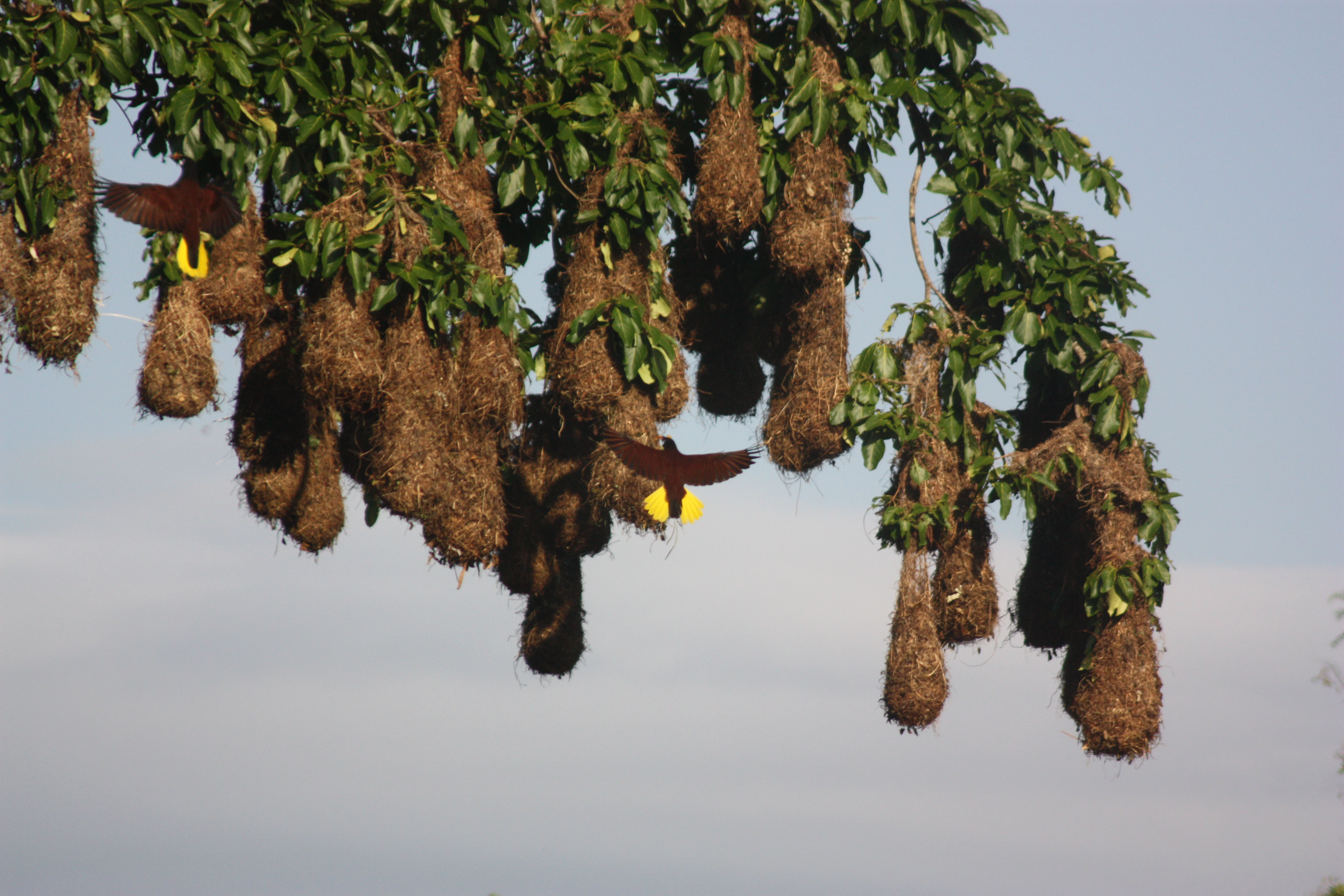
Nidos colgantes en una colonia de caciques de Moctezuma.

El tamaño de los ictéridos varía considerablemente tanto entre sus especies, como entre los individuos de ambos sexos, que con frecuencia presentan un marcado dimorfismo sexual. La especie más pequeña es el turpial castaño, cuyas hembras miden unos 15 cm de largo y pesan 18 gramos, mientras que el más grande el cacique del Pará, cuyos machos miden 52 cm y pesan alrededor de 550 gramos. Por ejemplo, el macho del zanate mexicano pesa un 60 % más que la hembra. Esta variación es mayor que en cualquier otra familia de paseriformes (con la excepción del cotinguita reyezuelo, familia Cotingidae). También presentan dimorfismo sexual en la coloración del plumaje. Entre los machos predomina el color negro, con frecuencia con llamativos contrastes con zonas amarillas, naranjas o rojas, mientras que las hembras tienen plumajes más discretos donde predominan los tonos pardos.
Una adaptación poco común de los ictéridos es la configuración de su cráneo para que puedan abrir el pico aplicando fuerza muscular, en lugar de producirse la apertura por relajación muscular como es habitual, lo que les permite forzar las fisuras para alcanzar alimentos escondidos dentro de ellas. 
Los ictéridos están adaptados para consumir un amplio espectro de alimentos. Los caciques usan sus largos y hábiles picos para extraer la pulpa de las frutas. Otros, como los tordos americanos, loicas y praderos usan sus picos más cortos y robustos para descascarillar semillas. El zanate jamaicano usa su pico para sondear en busca de insectos entre las cortezas de los árboles y las epífitas, ocupando el nicho ecológico que en el resto del Neotrópico explotan los trepatroncos. Los turpiales, además de comer insectos y frutos, usan sus afilados picos para consumir néctar de las flores.
Las forma de anidamiento de estos pájaros es variable. Los turpiales y los caciques construyen nidos de hierba entretejida que cuelgan de las ramas de los árboles. Muchos ictéridos anidan en colonias, que pueden llegar hasta los 100 000 individuos. Algunas especies de tordos practican el nidoparasitismo: sus hembras ponen los huevos en los nidos de otras especies, de forma similar a como hacen los cucos.
Algunas especies de ictéridos son consideradas plagas para la agricultura, por ejemplo en Estados Unidos el sargento alirrojo se considera el vertebrado más perjudicial para las cosechas, particularmente el arroz. En California el coste de controlar a los sargentos fue de 30 $ por acre en 1994. En cambio, no todas las especies consiguen ser tan numerosas y varias están en peligro de extinción. Entre ellas se encuentran especies insulares como el zanate jamaicano, el sargento puertorriqueño y el turpial de Santa Lucía, que están amenazados por la pérdida de hábitat.